# Adil Mısırcı
Adil Mısırcı (ur. 1 marca 2002) – turecki zapaśnik startujący w stylu wolnym.
Brązowy medalista wojskowych MŚ w 2024. 
Drugi na MŚ U-23 w 2023. Trzeci na ME U-23 w 2022. Trzeci na MŚ i ME juniorów w 2022. Trzeci na MŚ kadetów w 2019 roku